# Hexataenius esakii
Hexataenius esakii är en skalbaggsart som beskrevs av Niijima och Sôichirô Kinoshita 1923. Hexataenius esakii ingår i släktet Hexataenius och familjen Melolonthidae. Inga underarter finns listade i Catalogue of Life.